# Gyrolasomyia asticha
Gyrolasomyia asticha är en stekelart som beskrevs av Boucek 1988. Gyrolasomyia asticha ingår i släktet Gyrolasomyia och familjen finglanssteklar. Inga underarter finns listade i Catalogue of Life.